# Фарвел (Мичиген)
Фарвел (енгл. Farwell) град је у америчкој савезној држави Мичиген.

## Демографија
По попису из 2010. године број становника је 871, што је 16 (1,9%) становника више него 2000. године.
| Група             | 2000.       | 2010.       |
| Белци             | 828 (96,8%) | 837 (96,1%) |
| Афроамериканци    | 5 (0,6%)    | 5 (0,6%)    |
| Азијати           | 1 (0,1%)    | 1 (0,1%)    |
| Хиспаноамериканци | 3 (0,4%)    | 16 (1,8%)   |
| Укупно            | 855         | 871         |